# Angelus (gebed)

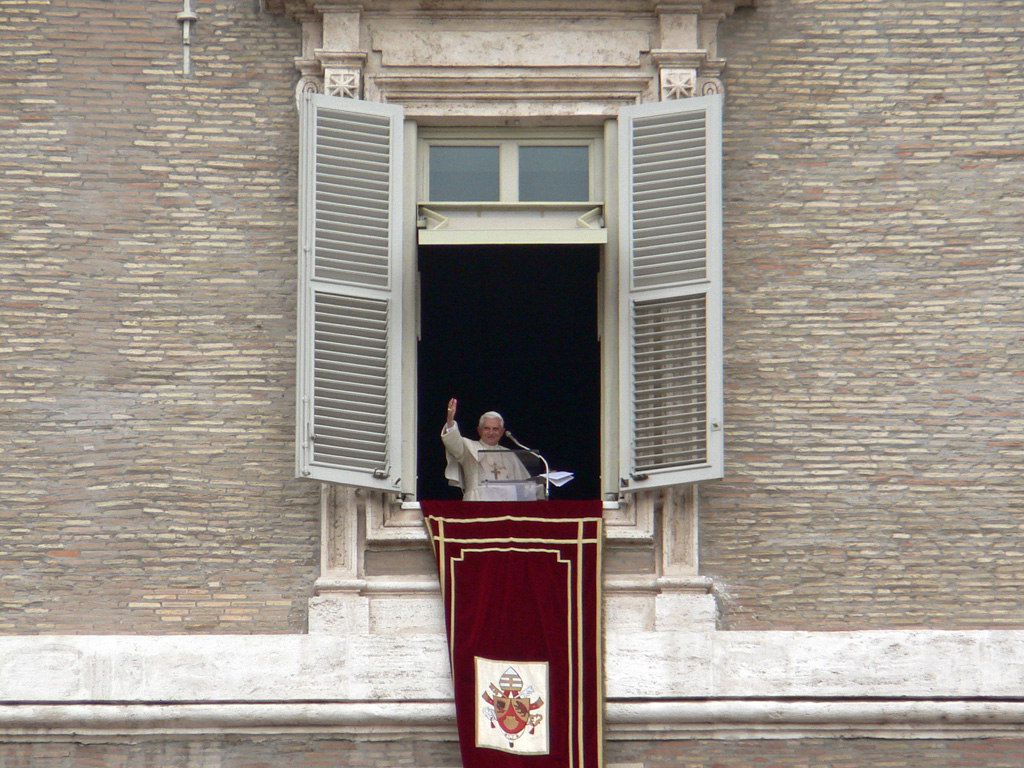
Paus Benedictus XVI, na het zondagse angelus, vanuit zijn studeerkamer in het Apostolisch Paleis

Het angelus (voluit Angelus Domini; Nederlands de Engel des Heren) is een katholiek gebed dat van oudsher driemaal daags gebeden wordt: om zes uur 's morgens, twaalf uur 's middags en zes uur 's avonds. Waar voorheen de gelovigen hun werkzaamheden stopten om te bidden is dit gebruik grotendeels in onbruik geraakt.
Het gebed wordt aangekondigd door het luiden van een kleine klok, het angelusklokje. Hierbij worden drie slagen op de klok gegeven waarna een aanroep ("De engel des Heren...") met Weesgegroet Maria wordt gebeden. Nog tweemaal volgen drie slagen op de klok met een nieuwe aanroep en Weesgegroet. Ten slotte wordt de klok gedurende twee minuten geluid en wordt een afsluitend gebed gebeden.
De benaming angelus is afgeleid van de Latijnse beginwoorden “Angelus Domini nuntiavit Mariae” (“De Engel des Heren heeft aan Maria geboodschapt”). In zijn huidige vorm bestaat het angelus sinds 1571, de tijd van paus Pius V. In de paastijd wordt het angelus vervangen door het regina coeli; dit werd in 1742 besloten door paus Benedictus XIV.
Sinds paus Johannes XXIII bestaat het gebruik dat de paus iedere zondag, om 12 uur 's middags, voorgaat in het angelusgebed. Dat doet hij vanuit het raam van zijn appartement in het Apostolisch Paleis. 's Zomers doet hij dat vanuit het raam van zijn studeerkamer in Castel Gandolfo. Na het angelus spreekt de paus een kort stichtelijk woord en begroet de pelgrims.

## Geschiedenis[1]
Het angelus kent een interessante geschiedenis, beginnende in de hoge middeleeuwen en eindigend op het einde van de negentiende eeuw. Hieronder volgt een historisch overzicht van de drie angelusgebeden – avond-, ochtend- en middagangelus –, hun oorsprong en de verdere geschiedenis die het gebed onderging. Wat vast staat in de geschiedenis is dat het avondangelus als eerste ontstaan is, daarna het ochtendangelus en als laatste het middagangelus. Verdere historische informatie wordt hieronder gereconstrueerd.

### Het Avondangelus
Over de oorsprong van het angelus is er veel discussie. Hieromtrent bestaan drie grote theorieën die niet altijd even historisch correct zijn. Een eerste theorie is die van de avondklok, ook wel het ignitegium genoemd. Deze burgerlijke klokken luidden aan het einde van iedere werkdag om de mensen eraan te herinneren hun vuren te doven. Zo wilden de burgerlijke overheden vermijden dat er ’s nachts brand zou ontstaan in de dorpen. Vandaag zijn onderzoekers het erover eens dat het luiden van de angelusklok geen verband heeft met het ignitegium. Een tweede theorie stelt dat de oorsprong van het angelus te vinden is op een synode te Caen (Normandië) in 1061. Hier zou de avondklok gediend hebben om mensen op te roepen tot gebed. Welke gebeden mensen moesten zeggen is niet duidelijk, maar wat wel vaststaat is dat gelovigen ’s avonds enkele gebeden moesten reciteren. Opnieuw wordt aangenomen dat het angelus geen verband houdt met de gebeden bij deze avondklok en dat beide louter toevallig in dezelfde periode en regio zijn ontstaan. Een derde theorie voert het ontstaan van het angelus terug tot de synode van Clermont in 1095. Op dit concilie riep paus Urbanus II de gelovigen in Europa op om op kruistocht te gaan naar het Heilige Land. De paus zou daarbij de drie angelusgebeden hebben ingesteld als gebeden voor de kruisvaarders, “maar deze mening, hoe plausibel die ook mag zijn, is niet aangetoond en geen enkele auteur van vóór de vijftiende eeuw maakt er melding van”.
Meer aannemelijk is dat het angelus ontstaan is uit het getijdengebed van de monniken in Europese kloosters en abdijen aan het begin van de dertiende eeuw. Wanneer de avondklok er luidde voor de completen, baden de kloosterlingen drie Weesgegroetjes. In 1239 werd het angelus voor een eerste maal buiten de kloostercontext gepromoot. Paus Gregorius IX zou het angelus vernieuwd en bevorderd hebben, maar ook hierrond bestaan twijfels. De eerste echte vermelding van het angelus – één waar alle geleerden het over eens zijn – is in 1263 of 1269. Op een generaal kapittel van de minderbroeders-franciscanen in Pisa stelde Bonaventura dat zijn kloosters bij het luiden van de completenklok enkele Weesgegroetjes moesten bidden ter gedachtenis van Maria en de incarnatie. Men geloofde namelijk dat de engel Gabriël ’s avonds tot Maria sprak. Verder spoorde Bonaventura predikers aan om dit gebruik en de devotie rond het angelusgebed te bevorderen onder alle christenen in Europa. Dit verklaart waarom er zoveel aandacht is voor het angelus bij de franciscanen.
Aan het einde van de dertiende en het begin van de veertiende eeuw wordt het bidden van drie Weesgegroetjes ’s avonds gemeengoed in de Europese steden en op het platteland. In deze tijd werd voor dit gebruik de completenklok vervangen door een aparte (angelus)klok. “De intellectuelen van die tijd (…) zagen een vroom propagandamiddel in dit belgeluid dat ze elke avond hoorden, en het bedtijdsignaal werd al snel dat van een laatste gebed waarvoor de gelovigen werden uitgenodigd zich te verenigen voordat ze hun rust namen.” In 1318 en 1327 bevorderde paus Johannes XII het angelusgebed. Hij deed dit door de gelovigen die het gebed onderhielden een aflaat te schenken voor tien dagen. Dit zorgde voor de bevordering van het avondangelus in West-Europa.

### Het Ochtendangelus
Het ochtendangelus is later ontstaan dan het avondangelus en kent een beknoptere geschiedenis. In zijn overzichtsartikel stelt Thurston dat “de vroegste vermelding lijkt te zijn in de kroniek van de stad Parma, 1318, hoewel het de stadsklok was die in dit geval werd gebeld. Toch spoorde de bisschop allen die het hoorden aan om drie Onze Vaders en drie Weesgegroetjes te zeggen voor het bewaren van de vrede, vandaar dat het ‘de vredesklok’ werd genoemd.” Dit lijkt een eerste aanzet te zijn voor het ochtendangelus, maar met die theorie is niet iedereen het eens. Wat wel zeker is, is dat het ochtendangelus zich in de veertiende eeuw in heel Europa langzaamaan ontwikkelde. De oorsprong is opnieuw te vinden in het getijdengebed van monniken, meer bepaald de gebeden bij primen. Bij dit gebed hoorden als onderdeel ook enkele Weesgegroetjes, die men dan reciteerde gedurende het luiden van de ochtendklok.
Een eerste echte concrete vermelding van angelusgebed ’s ochtends stamt uit 1346. In dat jaar gaf Raoul de Salopia, bisschop van Bath (Engeland) de geestelijken van zijn kathedraal het bevel om dagelijks “‘s ochtends en ‘s avonds vijf Weesgegroetjes te reciteren voor de levende en overleden weldoeners, met als slot: Jezus, Amen, ter ere van de Heilige Maagd”. Dit kan dus gezien worden als een uitbreiding van het toen al gekende avondangelus. Het concilie van Lavaur (Frankrijk) in 1368 schreef ’s ochtends vijf Onze Vaders voor ter nagedachtenis van de vijf wonden van Onze Heer en zeven Weesgegroetjes ter ere voor de zeven smarten van Onze Lieve Vrouw. Eén jaar later, in 1369, werd dit op de concilies van Béziers en Bourges teruggebracht naar slechts drie Onze Vaders en één Weesgegroetje. Voorts speelde paus Bonifatius rond 1390 een belangrijke rol in de verdere verspreiding van het ochtendangelus. Anno 1399 meldde de aartsbisschop van Canterbury, Thomas Arundel, aan de bisschop van Londen dat de koning een nieuw verzoek had betreffende de avondklok. Koning Hendrik IV wou namelijk dat de avondklok ook ’s ochtends zou luiden om Maria te herdenken en hierbij verleende hij een aflaat van veertig dagen aan iedereen die een Onze Vader en vijf Weesgegroetjes bad. Rond het begin van de vijftiende eeuw lijkt het ochtendangelus overal in Europa ingebed te zijn onder de gelovigen. De betekenis van het ochtendangelus wordt duidelijk op de provinciale synodes van Keulen en Mainz in 1423: “‘s morgens, zeggen ze, zullen we drie keer bellen om het verdriet van de Heilige Maagd aan de voet van het kruis te herinneren, zoals gebruikelijk is om elke avond te doen ter ere van de Engelengroet, zodat de gelovigen beginnen en eindigen de dag met de lof van Maria.”

### Het Middagangelus
Het middagangelus is het laatste van de drie angelusgebeden. Een eerste aanzet voor de middagklok werd gegeven op de synode van Praag in 1386. Toen was dit nog beperkt tot enkel op vrijdag de klok te luiden. Op het concilie van Olmütz in 1413 werd dit middaggebed op vrijdag toegeschreven aan het lijden van Jezus. Men geloofde namelijk dat Christus’ passie op vrijdagmiddag had plaatsgevonden. Een decennium later, in 1423, werd dit middaggebed uitgebreid op het concilie van Mainz. Gelovigen moesten drie Weesgegroetjes en drie Onze Vaders reciteren bij het horen van de middagklok. Omdat dit gebruik op vrijdag toen al zo ingebed was in bepaalde regio’s, werd het uitgebreid naar alle dagen van de week. Tegen het einde van de vijftiende en het begin van de zestiende eeuw was het middagangelus overal in Europa gemeengoed.
Een andere verklaring voor het middagangelus is te vinden in de pauselijke bul Cum his superioribus annis van paus Calixtus III uit 1456. Het Franciscaans leven omschrijft de inhoud van de bul als volgt:
“Wat Paus Calixtus III (om het gevaar der Turken) voorschreef was alleen dit: dat er in de geheele Christenheid des middags, driemaal binnen het verloop van een half uur, dus laten we zeggen: om de 10 minuten, moest geluid worden, en dat de menschen dan bij ieder klokgelui éénmaal, of als zij er devotie toe hadden, driemaal een Onze Vader en Weesgegroet moesten bidden.”
Calixtus III beval dus dat alle kerken in de gehele wereld de klokken moesten luiden op het middaguur voor goddelijke bijstand. Hierbij dienden de christenen dan drie Weesgegroetjes en drie Onze Vaders te bidden als “een kruistocht van gebeden” omwille van de medebroeders die vochten tegen het Ottomaanse Rijk. Europa werd in die tijd namelijk geteisterd door de invasies van Turken, waardoor deze middagklok ook wel de Turkenklok werd genoemd. “Toen het Turken-gevaar langzamerhand voor Europa begon te verdwijnen, het luiden des middags op verschillende plaatsen bleef bestaan”. De paus vermeldt in zijn bul weliswaar nergens de bedoeling om dit gebed aan Maria op te dragen. Deze Turkenklok en de angelusklok moeten volgens sommige academici van elkaar onderscheiden worden, want desondanks dat beiden in dezelfde periode zijn ontstaan, is er wel degelijk een verschil. Zowel het angelus als de Turkenklok kennen namelijk een aparte ontstaansgeschiedenis en zijn pas in de moderniteit met elkaar versmolten.

### Verdere geschiedenis

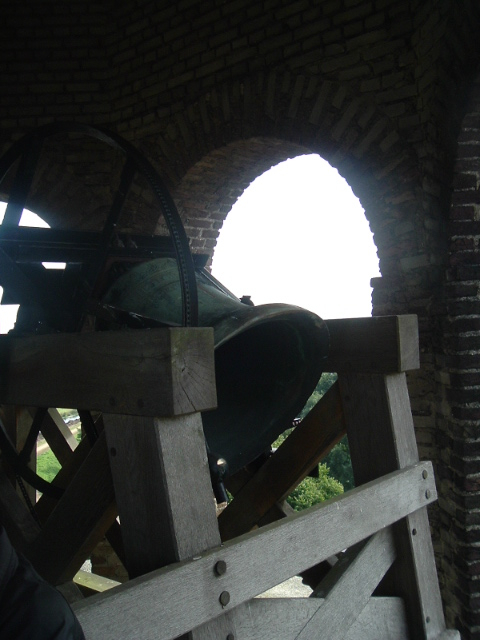
De Angelusklok luidt.

Tegen het midden van de zestiende eeuw was het driedaagse angelusgebed wijdverspreid in Europa. De oudste gedrukte versie van het angelus, zoals het de dag van vandaag min of meer bekend staat, stamt uit een Venetiaanse Catechismus van 1560. In diezelfde periode was ook Carolus Borromeus actief in Italië. Borromeus stelde vast dat het angelus in zijn tijd al driemaal daags gebeden werd, om 6, 12 en 18 uur. De eerste echte officiële formule voor het angelusgebed stamt uit 1571. In dat jaar publiceerde paus Pius V het Officium parvum BMV met liturgische gebeden, waarin de huidige gebedsformule voor het angelus werd opgenomen. Op de synode van Praag in 1605 wordt onder invloed van de jezuïeten de volgende betekenis aan de drie angelusgebeden gegeven: het morgenangelus herinnert mensen aan de opstanding van Christus, het middagangelus aan Christus’ lijden en het avondangelus aan de incarnatie van Jezus. Dit weerspiegelde zich dan ook in de gebedenboeken waar men ’s morgens het Regina coeli zong, ’s middags de Tenebrae die de passie in de Goede Week weerspiegelde en ’s avonds enkele klassieke Weesgegroetjes werden opgezegd. In 1612 werden de laatste slotverzen toegevoegd en sindsdien bleef de gebedsformule onveranderd.
Op 24 september 1724 verleende paus Benedictus XIII met zijn brief Iniunctae nobis een aflaat voor honderd dagen aan iedereen die het angelus reciteerde. Indien men dit correct volbracht, kreeg men dan één keer per maand een volledige aflaat. Op 20 april 1742 veranderde paus Benedictus XIV het angelus in de Paastijd door het Regina Coeli. Volgens Gilmartin is het “een gezang van vreugde met Onze Lieve Vrouw voor de opstanding van haar Zoon” en het blijft zo bestaan tot op de dag van vandaag. Met een besluit van 14 september 1742 bevestigde diezelfde paus de aflaten van zijn voorganger Benedictus XIII. Hieraan koppelde hij de verplichting dat het angelus driemaal daags al knielend diende gebeden te worden, bij het luiden van de angelusklok. Vanaf de vespers op zaterdag tot zondagavond en tijdens de Paastijd moesten gelovigen de gebeden al staande opzeggen, verwijzende naar de opstanding van Christus. In 1884 versoepelde paus Leo XIII de praktische uitvoering van het angelus en de regels wat betreft het verkrijgen van een aflaat. Op 3 april vaardigde hij hierover een decreet uit genaamd Urbis et orbis, die eerder op 15 maart 1884 werd goedgekeurd op een audiëntie met de secretaris van de Heilige Congregatie van Aflaten en Relikwieën, Francesco Salesio della Volpe. Mensen die legitiem verhinderd waren om te knielen of de angelusklok niet konden horen, konden toch genieten van een aflaat. Verder moesten de mensen die het angelus niet van buiten kenden of de gebeden niet konden lezen, het angelus vervangen door vijf Weesgegroetjes. Sinds de versoepeling van paus Leo XIII ondervond het angelus verder weinig wijzigingen.
Angelus Domini nuntiavit Mariae 

Et concepit de Spiritu Sancto.

Ave Maria, Gratia plena,

Dominus tecum.

Benedicta tu in mulieribus

et benedictus Fructus ventris tui, Iesus. (Lukas 142)

Sancta Maria, Mater Dei,

Ora pro nobis peccatoribus

Nunc et in hora mortis nostrae. Amen.

Ecce, Ancilla Domini. 

Fiat mihi secundum verbum Tuum.

Ave Maria...

Et Verbum caro factum est 

Et habitavit in nobis. (Johannes 114)

Ave Maria…

Ora pro nobis, Sancta Dei Genetrix,

ut digni efficiamur promissionibus Christi.

Oremus. Gratiam Tuam, quaesumus, Domine, mentibus nostris infunde,

ut, qui angelo nuntiante, Christi, Filii Tui, incarnationem cognovimus,

per passionem eius et crucem ad resurrectionis gloriam perducamur.

Per eundem Christum, Dominum nostrum.

Amen.
De Engel des Heren heeft aan Maria geboodschapt,

En ze heeft ontvangen van de Heilige Geest.

Wees gegroet, Maria, vol van genade

De Heer is met u.

Ge zijt gezegend onder de vrouwen

en gezegend is de Vrucht van uw schoot, Jezus.

Heilige Maria, Moeder van God,

bid voor ons zondaars,

nu, en in het uur van onze dood. Amen.

Zie de Dienstmaagd des Heren,

Mij geschiede naar Uw woord.

Wees gegroet, Maria…

En het Woord is vlees geworden;

En Het heeft onder ons gewoond. 

Wees gegroet, Maria…

Bid voor ons, Heilige Moeder van God,

Opdat wij de beloften van Christus waardig worden.

Laat ons bidden. Heer, 

wij hebben door de boodschap van de Engel de menswording van Christus uw Zoon leren kennen;

Wij bidden U, stort Uw genade in onze harten,

Opdat wij door Zijn lijden en kruis gebracht worden tot de heerlijkheid van de verrijzenis.

Door Christus, onze Heer.

Amen.